# Margun
Margun (perski: مارگون) – miasto w Iranie, w ostanie Kohgiluje wa Bujerahmad. W 2006 roku miasto liczyło 2538 mieszkańców w 497 rodzinach.